# Gyrinophilus gulolineatus
Gyrinophilus gulolineatus är en groddjursart som beskrevs av Ronald A. Brandon 1965. Gyrinophilus gulolineatus ingår i släktet Gyrinophilus och familjen lunglösa salamandrar. IUCN kategoriserar arten globalt som starkt hotad. Inga underarter finns listade i Catalogue of Life.